# District de Maintirano
Le district de Maintirano est un district de la région de Melaky, situé dans l'Ouest de Madagascar.